# William Winegard
Hon. William Charles Winegard, PC, OC (* 17. September 1924 in Hamilton, Ontario; † 31. Januar 2019) war ein kanadischer Politiker der Progressiv-konservativen Partei Kanadas, der unter anderem zwischen 1984 und 1993 Mitglied des Unterhauses sowie von 1990 bis 1993 Wissenschaftsminister im 24. Kabinett Kanadas war.

## Leben
William Charles Winegard, dessen Vater William Winegard in beiden Weltkriegen diente, Bürgermeister von Caledonia und Gründer des dortigen Unternehmens Winegard Motors war, diente im Zweiten Weltkrieg von 1942 bis 1945 in der Royal Canadian Navy. Nach Kriegsende absolvierte er ein ingenieurwissenschaftliches Studium der Fachrichtung Metallurgie an der University of Toronto, an der er 1952 auch einen Doktortitel erwarb. Anschließend war er zwischen 1952 und 1967 als Professor für Metallurgie an der University of Toronto tätig und fungierte anschließend von 1967 bis 1975 als Präsident und Vize-Kanzler der University of Guelph. Als Präsident und Vizekanzler der University of Guelph spielte er eine entscheidende Rolle bei der Umwandlung einer Agrar-, Veterinär- und Hauswirtschaftseinrichtung in eine breit aufgestellte Universität. 1980 wurde er Fellow der American Society for Metals (ASM International), ein in zahlreichen Ländern vertretener US-amerikanischer Berufsverband, der sich aus Technikern und Ingenieuren aus dem Bereich der Materialwissenschaft zusammensetzt.
Bei der Unterhauswahl am 4. September 1984 wurde er mit 23.484 Stimmen im Guelph erstmals zum Mitglied des Unterhauses gewählt und setzte sich dabei gegen den bisherigen Wahlkreisinhaber James Schroder von der Liberalen Partei durch, auf den 13.757 Stimmen entfielen. Nach Auflösung seines bisherigen Wahlkreises wurde er bei der Unterhauswahl am 21. November 1988 mit 25.721 Stimmen im neu geschaffenen Wahlkreis Guelph-Wellington wieder zum Mitglied des Unterhauses gewählt und gehörte diesem nunmehr bis zum 24. Oktober 1993 an, nachdem er auf eine erneute Kandidatur bei der Unterhauswahl am 25. Oktober 1993 verzichtet hatte. Der Wahlkreis wurde daraufhin von Brenda Chamberlain von der Liberalen Partei gewonnen. In der 33. Legislaturperiode (1984 bis 1988) war er zunächst Vorsitzender des Ständigen Ausschusses für Auswärtiges und nationale Verteidigung sowie zuletzt Vorsitzender des Ständigen Ausschusses für Auswärtiges und internationalen Handel und zeitweise auch noch Mitglied des Ständigen Ausschusses für Veteranenangelegenheiten.
Im 24. Kabinett von Premierminister Brian Mulroney war er zunächst vom 16. September 1988 bis zum 29. Januar 1989 Parlamentarischer Sekretär beim Minister für internationalen Handel John Crosbie sowie im Anschluss zwischen dem 30. Januar 1989 und dem 22. Februar 1990 Staatsminister für Wissenschaft und Technologie. Als solcher war er zugleich vom 30. Januar 1989 bis zum 3. Januar 1993 Mitglied des Sonderausschusses für Privatisierungs- und Regulierungsangelegenheiten des Kronrates und zudem zwischen dem 30. Januar 1989 und dem 3. Januar 1993 Mitglied des Kabinettsausschusses für Umwelt. Im Rahmen einer Umbildung des 24. Kabinetts übernahm er 23. Februar 1990 das aus seinem bisherigen Amt als Staatsminister für Wissenschaft und Technologie hervorgegangene Amt als Wissenschaftsminister und bekleidete dieses Amt bis zu seinem Rücktritt am 3. Januar 1993, wobei er erklärte bei den nächsten Wahlen nicht mehr kandidieren und vor einer Kabinettsumbildung zurücktreten wollte. Das Ministeramt wurde daraufhin von Thomas Hockin übernommen. In dieser Funktion trug er dazu bei, die internationale Bildungs- und Entwicklungsforschung voranzutreiben und war zwischen dem 21. April 1991 und dem 3. Januar 1993 noch Mitglied des Kabinettsausschusses für Sozial- und Rechtsangelegenheiten.
Nach seinem Ausscheiden aus Regierung und Unterhaus engagierte er sich im Ruhestand ehrenamtlich für Spendenaktionen für Wohltätigkeitsorganisationen, insbesondere für das Sunrise Equestrian and Recreation Center for the Disabled. Für sein langjähriges berufliches, politisches und ehrenamtliches Engagement wurde er am 6. Mai 1998 zum Officer des Order of Canada (OC) ernannt.

## Veröffentlichung
- Canada and the United States in the 1990s. An emerging partnership, Brassey’s, Washington, D.C. 1991.

## Weblink
- The Hon. William Charles Winegard, P.C., M.P. In: Homepage des Unterhauses. Abgerufen am 5. März 2024 (englisch).